# В окопах Сталинграда
«В окопах Сталинграда» — повесть Виктора Некрасова, рассказывающая о героической обороне Сталинграда Красной Армией от наступавших военных сил Германии и ее союзников в 1942—1943 годах. Впервые опубликована в 1946 году в журнале «Знамя». Удостоена Сталинской премии (1947). Неоднократно переиздавалась большими тиражами, но после лишения автора советского гражданства была изъята из публичных библиотек СССР, небольшая часть экземпляров была перемещена в спецхран, оставшиеся тиражи были утилизованы на макулатуру. В 1989 году цензурные ограничения были сняты, уцелевшие книги были переведены в общий фонд.

## История публикации
Л. З. Лунгина вспоминала со слов В. П. Некрасова, что он не особенно рассчитывал на публикацию. Впрочем, согласно воспоминаниям Г. Ц. Свирского, рукопись повести попала к критику Владимиру Александрову, который заказал её перепечатку согласно принятым стандартам и после этого положил на стол Александру Твардовскому; Александрова благодарит за публикацию и сам Некрасов в мемуарной книге «Саперлипопет». Рукопись под первоначальным названием «На краю света» Твардовский порекомендовал для публикации сначала издательству «Советский писатель», а после полученного там отказа — редакции журнала «Знамя». Повесть, переименованная в «Сталинград», была быстро опубликована в № 8-10 журнала за 1946 год. Под этим же названием она вышла в том же году отдельной книгой в издательстве «Московский рабочий». Все последующие издания были под уточнённым названием «В окопах Сталинграда».
В 1962 году при переиздании по требованию Гослитиздата (в лице директора Григория Владыкина) из книги была удалена часть упоминаний о Сталине, однако в полной мере пойти навстречу требованиям Некрасов отказался, написав Владыкину: «От меня требовали, чтобы я вставил в повесть специальную главу, посвящённую Сталину. Я тогда отказался это сделать. Теперь от меня требуют обратного, но и на это я тоже пойти не могу. Не хочу грешить против правды».
Книга переиздана общим тиражом в несколько миллионов экземпляров и переведена на 36 языков. Последняя в СССР книга Некрасова — «В жизни и в письмах» вышла в 1971 году. После этого на издание его новых книг был сначала наложен негласный запрет, а с 1976 года (приказ Главлита № 31 от 13.08.1976) из-за эмиграции автора из библиотек стали изыматься и все ранее вышедшие книги. В перечне запрещённых книг повесть «В окопах Сталинграда» была указана с отметкой: «Все издания на всех языках»..

## Содержание

### Время и место действия
Описываемые события охватывают период военных действий с июля 1942 года по февраль 1943 года, когда под натиском немецкой армии и её союзников части Красной Армии, создавая и оставляя оборонительные рубежи в районе Харькова и реки Оскол, отступали за Дон, чтобы закрепиться и сражаться в районе Сталинграда. Именно в этот период — 28 июля 1942 года И. В. Сталиным был подписан Приказ № 227 с призывом: «Ни шагу назад!».

### Автобиографичность
Повесть написана от лица лейтенанта-сапёра Юрия Керженцева, в биографии которого использованы некоторые обстоятельства жизни самого В. П. Некрасова — они оба киевляне, архитекторы в мирной жизни, призваны на службу в армию военными инженерами. В географии и оценках событий Керженцевым отражены личные впечатления боевого пути автора, воевавшего и под Сталинградом, и на Украине.
Среди немногих конкретных дат в повести упоминается день рождения Керженцева — 19 ноября. Именно в этот день православная церковь отмечает именины мученика Виктора.

### События и герои
По ходу сюжета ключевые эпизоды повести посвящены:
- участию военного инженера Керженцева в составе батальона в боевом прикрытии отступающего полка, а затем — с группой бойцов — в прикрытии батальона, пытавшегося в царившей прифронтовой сумятице найти свой полк;
- появлению Керженцева и его друга Игоря Свидерского в пока не затронутом боями Сталинграде и нескольким дням почти забытой мирной жизни в нём;
- подготовке сапёрами взрыва Сталинградского тракторного завода;
- направлению Керженцева в инженерный отдел на правом берегу Волги и участию его в боях в районе Мамаева кургана уже в качестве командира стрелкового батальона.

Военная судьба сводит Керженцева с различными персонажами. Среди них вызывающие симпатии автора военные профессионалы — майор Бородин, капитан Максимов, командир батальона Ширяев, командир разведчиков морской пехоты старшина Чумак, пехотинец Во́легов («Валега») и бывшие гражданские — командиры рот — интеллигент, математик Фарбер и шахтёр из Сучана Карнаухов.
Наоборот, с антипатией автор относился к штабисту Абросимову, по вине которого в атаке бессмысленно погибли люди, к приспособленцу Калужному, заранее во время наступления немцев уничтожившему знаки офицерского отличия и запасшемуся гражданской одеждой, демагогически объясняя, что «себя нужно сохранить — мы ещё можем пригодиться родине». В этом же ряду — прямые дезертиры, солдаты Сидоренко и Кваст.

## Место в литературе
В. П. Некрасов словами своего альтер эго (лат. Alter ego) Керженцева говорил: «Есть детали, которые запоминаются на всю жизнь. Маленькие, как будто незначительные, они как-то въедаются в тебя, вырастают во что-то большое, значительное, становятся как бы символом».
Впитавшая в себя такие символы, повесть «В окопах Сталинграда» стала одной из первых художественных книг о войне, написанных непосредственными участниками боевых действий, настолько правдиво, насколько это было возможно в условиях того времени. Она оказалась у истоков целого литературного направления, получившего в современном литературоведении название «лейтенантская проза» и объединяющего произведения, авторами и героями которых были молодые фронтовики, по большей части лейтенанты, на собственном опыте познавшие «окопную правду».

## Мнения и оценки
Несмотря на то, что официозные критики сначала не приняли повесть, после её прочтения Сталиным, в 1947 году В. П. Некрасов получил за эту книгу Сталинскую премию 2-й степени. Полагающиеся лауреату Сталинской премии деньги писатель передал на покупку инвалидных колясок бывшим фронтовикам.
Позднее он вспоминал: «По непонятным мне причинам Фадеев не очень благосклонно отнесся к этой повести. Это уже потом мне рассказывал Всеволод Витальевич Вишневский, который был редактором журнала „Знамя“ и опубликовал, и, нужно сказать, без всяких поправок и изменений, повесть. Но дальше, когда случилось совершенно неожиданное для меня событие — она получила Сталинскую премию, — Всеволод Витальевич вызвал меня, закрыл все двери, по-моему, даже выключил телефон и сказал: „Виктор Платонович, вы знаете, какая странная вещь произошла? (Он сам был членом Комитета по Сталинским премиям). Ведь вчера ночью, на последнем заседании Комитета, Фадеев вашу повесть вычеркнул, а сегодня она появилась“. За одну ночь только один человек мог бы вставить повесть в список. Вот этот человек и вставил».
8 января 1956 года В. Т. Шаламов, никогда не бывавший на фронте, писал Б. Л. Пастернаку о повести «В окопах Сталинграда»: «это чуть не единственная книжка о войне, где сделана робчайшая попытка показать кое-что, как это есть».
Высокую оценку повести дал А. П. Платонов: «Книга В. Некрасова приближается к истине действительности, и слова её проверены человеческим сердцем, пережившим войну; это составляет силу книги и заставляет читателя доверить автору… В самом изображении наших воинов автор сумел раскрыть тайну нашей победы».
Ещё более категорично высказывался Д. А. Гранин: «„В окопах Сталинграда“ Виктора Некрасова — безупречная правда».
Один из авторов произведений лейтенантской прозы Василь Быков писал, что Некрасов, показавший «правоту и высокую сущность индивидуальности на войне <…> увидел на войне интеллигента <….>, утвердил его правоту и его значение как носителя духовной ценности в условиях, так мало способствующих какой-либо духовности».
Поэт-фронтовик Борис Слуцкий считал, что «повесть В. Некрасова обогнала свою литературную эпоху, во многом предваряя наше время».
Исследованиям художественных особенностей и актуальности повести посвящены работы российских литературоведов.

## Экранизация
По мотивам повести и по сценарию Некрасова в 1956 году в СССР был снят художественный фильм «Солдаты», отмеченный премией Всесоюзного кинофестиваля. Одну из своих первых больших киноролей в фильме сыграл Иннокентий Смоктуновский.
Интересный факт: в итальянском фильме «Блеф» герой фильма Феликс в исполнении Адриано Челентано кладет старинные монеты на книгу В. Некрасова «В окопах Сталинграда» (примерно на 81 минуте фильма), что является анахронизмом, так как действие фильма происходит в 1930-е годы.

## Память
В марте 2023 года в Санкт-Петербурге, в Музее Академии художеств открылась выставка «В окопах Сталинграда», посвященная 80‑летию победоносного завершения битвы на Волге. Впервые широкой публике представлены 12 рисунков к известной повести Виктора Некрасова — в 1955 году они были дипломной работой студента академии Филиппа Махонина.

## Комментарии
1. ↑  В 1971 году были опубликованы под общим названием «Чёртова семёрка» начальные главы заключительной части книги, которую В. П. Некрасов не завершил к моменту принятия главным редактором журнала В. В. Вишневским решения о срочной публикации повести с условием «не канителиться с 3-й частью». // Некрасов В. П. В жизни и в письмах — М.: Сов. писатель, 1971. — 256 с. — С. 203—254.
2. ↑  Запрет был отменён только после смерти писателя приказом Главлита № 90 от 02.02.1989.
3. ↑  Полагающиеся лауреату Сталинской премии деньги В. П. Некрасов передал на покупку инвалидных колясок бывшим фронтовикам. // Литературная Россия. — 2007. — 19 января. — № 2—3.